# 今日の早川さん
『今日の早川さん』（きょうのはやかわさん）は、cocoによる日本の4コマ漫画作品。webコミックで本好きの女性達の生態を描いている。2007年9月に早川書房より最初の単行本が発売されている。2009年12月にドラマCD化が告知され、2010年4月に発売された。

## 概要
2006年7月21日、作者のブログに「早川さん」のキャラクターが登場したのが始まりである。当初は文章+挿絵のスタイルであったが、次第に4コマ漫画に移行した。
主要登場人物の名前と読書趣味傾向が、実在の出版社名およびその得意とするジャンルを連想させる事から、出版社の擬人化漫画と解釈されることがある。

## 登場人物
※キャストはドラマCD版のもの。
早川 量子（はやかわ りょうこ）
声 - 池澤春菜
眼鏡をかけたOL。本棚に大量のSF小説を詰め込んだ超SF小説オタク。社会人としてはまっとうで家事もきちんとこなせるが、こと読書がらみでは残念な言動を連発する、かなりの非モテ系女子（かつて彼氏がいたこともあるが、SF好きゆえ仲がこじれてしまった）。男にモテたいという気持ちがあるが、自分と同じようなSFマニアの伴侶を求めているため一向にうまくいかない（自身の読書ブログで公開しているセルフポートレートは、画像処理して美人のように見せている）。SF以外にも原付、写真撮影（主に植物昆虫）などの趣味がある。もともとマゾヒストの気やレズの気があるのか、文子の巨乳を見て顔を赤くすることがあったり、百合を過剰に意識することもある。またショタの気もあるようで、富士見延流の弟・紙葉を狙っている。怖いものは苦手だが、田舎育ちのため虫はまったく平気（怖いもの好きだが虫は苦手な帆掛舟とは対照的）。初登場は2006年7月21日（初日）分のブログ。その翌日に「早川さん」という名前が付けられた。
元ネタは、早川書房（日本の代表的なSF雑誌『SFマガジン』を刊行し、外国SF小説の翻訳も多数刊行する、日本の出版業界でもっともSFを得意とする出版社）。ちなみにこの漫画の商業出版元でもあり、年刊誌『SFが読みたい!』でも表紙に登場した。
帆掛 舟（ほかけ ふね）
声 - 浅野真澄
小柄な女性で、長い黒髪で片目を隠したヘアスタイルのホラー小説ファン。コンタクトレンズを使用。関西弁で喋り、毒舌を連発するサドの気がある。早川さんの幼馴染みで、彼女には常日頃からご無体な扱いを辞さないものの、友情は厚い模様。世渡りのうまいフリーターであり、アルバイトで与田老人の介護をしている。モテるタイプで、付き合っていた男に服を貢がせたりもしているが、根の性格の厄介さゆえか、どの男ともあまり長続きはしていないらしい。主に腹黒いこと、ダークな発言をするときなどには、口が耳まで裂け目元が真っ黒になった中で赤い瞳が爛々と光るという、人間離れしたホラー化ビジュアルとなる（この表情、早川や延流も真似をしたことがあり、本作に登場するクトゥルフ神話の魔物たちにまで、てん子経由で流行った）。初登場は2006年7月31日分のブログ。
元ネタは、東京創元社（SFのほか、ファンタジーやホラーなどの翻訳作品を文庫本レーベル「創元推理文庫」のシリーズで古くから多数刊行する出版社）。名前の直接的な由来は、かつて創元推理文庫の伝奇・ファンタジー小説カテゴリーについていたシンボルマークの、古代の帆船≒帆掛舟から。
岩波 文子（いわなみ ふみこ）
声 - 大原さやか
逆ナイロール眼鏡をかけた長身の純文学読者。30歳前後で、レギュラー女子たちの中では年長の姉貴分。文化系の学術知識に通じるインテリで、その場に応じて古今の名著の一文を即座に引用できる才がある。娯楽作品などを見下す節があり、SFを読む早川さん、ホラーを読む帆掛さんを度々口で言い負かしている（しかしなぜか延流には言い負かされる）。元々早川同様「非モテ」だったが、現在は結婚して二児（男女の双子）の母。ただし、結婚後の姓は不明で引き続き岩波さんと呼ばれることがある。かなりの自信家かつ機械オンチのようで、自身のブログがすぐに炎上したり、すぐにパソコンの調子が悪くなったり、早川に「DOJIN」「BL」というフォルダを発見されたりした。初登場は2006年9月14日分のブログ。
元ネタは、岩波書店（古典的な名著を多く出す岩波文庫の版元であり、文芸書や学術書を刊行する有名老舗出版社）。
富士見 延流（ふじみ のべる）
声 - 広橋涼
青い髪を髪ゴムで二つ結びにした、小学生に見える少女。初登場時高校生だったが後に大学生となった。ライトノベル読者で年上の読書好き女性から「ライトノベルばっかり読んじゃだめよ」「（月で一番本を読んだ延流に対して）ライトノベルは長編とは呼ばん」と辛らつな言葉を浴びせられたり（しかし、彼女が薦めたライトノベルが褒められることもある）、とおもちゃにされているが、ライトノベル以外の本を貸して貰ったり、早川さんに彼女がSFを読もうとしたときアドバイスしてもらったりと、あれやこれやで他の女性陣からは妹分扱いされ色々可愛がられる立場。内心、早川さんを反面教師としている。「紙葉（しよう）」という弟がいる。初登場は2006年10月12日分のブログ。
元ネタは、富士見書房（角川書店グループ系列の出版社。ライトノベルのレーベル多数を抱える）。
国生 寛子（こくしょう ひろこ）
声 - 沢城みゆき
大振りのロイド眼鏡をかけた、グラマラスな体形だが眉が太くやや野暮ったいOL。通称「カンコ」。レア物小説マニア。読書関係では文子の話についていくことができ、オタク知識では早川・帆掛の両人とも張り合える相当にマニアックな強者。初登場は2007年2月4日分のブログ。この時点では1年に1回程度しか登場しないレアキャラという設定であったが人気が出たためレギュラー化し、書籍版では加筆によって出番が増えた。引っ込み思案の男性恐怖症という設定だったが、3巻では本の（マニアックな）話が通じる恋人を獲得。以後は岩波同様に時折のろけ、非モテの早川さんや男性との仲が長続きしない帆掛さんをウザがらせる。実家は大邸宅の資産家で妹もいるが、周囲には詳しい事情を明かしていない。本を収集しているのは行方不明になっている父親にまつわる何かの理由が関係している模様。
元ネタは、国書刊行会（小規模だが、各種の稀覯書の再刊や翻訳などを盛んに手掛けることで知られるニッチ傾向の出版社）。国書刊行会の40周年記念企画では同社のサイトに国生さんが出張する形で掲載された。
与田（よだ）
声 - 丸山詠二
帆掛さんのアルバイト先の老人。洋館で一人暮らしをしている。かなりの高齢らしく寝たきりであるが、スケベ心は旺盛で帆掛さんにメイド服を着せたり『ロリータ』を朗読させたりといったセクハラをする。凄まじい規模の蔵書家で、なぜか伝説の書物「ネクロノミコン」を所有しており、50年前にティンダロスを召喚したことがある。しかもその時既に老人であったらしいなど謎が多い。初登場は2007年4月16日のブログであるが、この時は後頭部のシルエットのみであった。
ティンダロス
声 - 平野綾
与田さんの書斎にあったネクロノミコンで帆掛さんが召喚したティンダロスの猟犬の擬人化キャラクター。外見は犬の垂れ耳風の髪型をした少女である。願い事を叶える代わりに魂をもらうと言って帆掛さん宅に居候する。早川さん達に対しては親戚の子ということにして「てん子」と名乗っている。単行本2巻の書き下ろしエピソードで元の世界に帰って行った。本作への初登場は2007年11月9日のブログ。
もともとは作者がブログに掲載しているもう一つのWeb漫画作品『異形の群れ』のレギュラーキャラクターの一人であり、こちらへの初登場は2006年2月10日のブログ。
富士見 紙葉（ふじみ しよう）
延流の弟。10代前半のおとなしい少年。国生さんに恋心を抱いているが、当の国生さんには彼氏がいるので複雑な心境の模様。
本の女神
声 - 平野綾
ドラマCD版のオリジナルキャラクター。進行役にあたる。

## 書誌情報
- coco『今日の早川さん　』2007年9月7日発売　ISBN 978-4-15-208855-0
- coco『今日の早川さん2』2008年5月23日発売　ISBN 978-4-15-208923-6（通常版） ISBN 978-4-15-208924-3（限定版）
  - 限定版は『早川さん読書セット』（文庫用ブックカバー、しおり5種）付き。
- coco『今日の早川さん3』2010年4月22日発売　ISBN 978-4-15-209123-9（通常版） ISBN 978-4-15-209124-6（限定版）
  - 限定版は『早川さんいろはかるた』付き。
- coco『今日の早川さん4』2019年1月22日発売